# Langenwolschendorf
Langenwolschendorf  est une commune allemande de Thuringe située dans l'arrondissement de Greiz. 

## Géographie

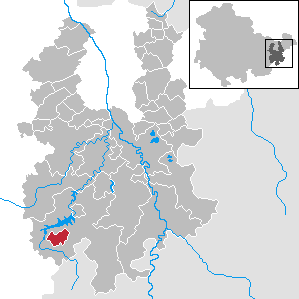
Situation de la commune (en rouge) dans l'arrondissement

Langenwolschendorf est située dans le sud-ouest de l'arrondissement de Greiz,dans le Voigtland thuringeois,  à 2 km au sud-ouest de Zeulenroda et à 21 km au sud-ouest de Greiz, le chef-lieu de l'arrondissement.
Langenwolschendorf est administrée par la ville voisine de Zeulenroda-Triebes.
Communes limitrophes (en commençant par le nord et dans le sens des aiguilles d'une montre) : Zeulenroda-Triebes dans laquelle la commune est enclavée.

## Histoire
La première mention de Langenwolschendorf date de 1399 sous le nom de Wolframtstorf.
Le village a fait partie de la principauté de Reuss branche cadette (cercle de Schleiz) jusqu'en 1920 et à son intégration dans le nouveau land de Thuringe (arrondissement de Greiz). De 1919 à 1925, le village a fait partie de la ville de Zeulenroda.
La commune est occupée par les troupes américaines en avril 1945 et remise à l'Armée rouge en juillet de la même année. Elle est alors incluse dans la zone d'occupation soviétique et compte encore plus de 1 000 réfugiés en 1948. En 1949, elle est intégrée à la République démocratique allemande (district de Gera, arrondissement de Zeulenroda).
Lors d'une consultation électorale, la commune refuse son incorporation à la ville de Zeulenroda en 1994.

## Démographie
| 1910  | 1925  | 1933  | 1939  | 1995  | 2000  | 2005 | 2010 |
| ----- | ----- | ----- | ----- | ----- | ----- | ---- | ---- |
| 1 078 | 1 102 | 1 108 | 1 159 | 1 008 | 1 013 | 913  | 864  |

## Communications
La commune est traversée par la route nationale B94 Zeulenroda-Schleiz.